# Daniel Hůlka
Daniel Hůlka (* 1. června 1968 Praha) je český operní a muzikálový zpěvák (basbaryton) a herec. Je známý hlavně svými rolemi v muzikálech jako jsou Dracula nebo Monte Cristo. Věnuje se i sólové tvorbě v oblasti populární i klasické hudby.

## Životopis
Na základní škole chodil do LŠU na kreslení. Učil se hrát na flétnu, klarinet a na klavír. Na gymnáziu hrával vrcholově volejbal. Kolem osmnácti pro zdravotní problémy vrcholové sportování definitivně ukončil.
Tehdy si s kamarádem založili kapelu a začal hrát na kytaru a zpívat. Po ukončení gymnázia absolvoval Pražskou konzervatoř u profesora Zdeňka Jankovského. Původně se věnoval opernímu zpěvu. Začal hostovat v divadlech – vystupoval na scénách Divadla J. K. Tyla v Plzni, Divadla F. X. Šaldy v Liberci, Stavovského divadla, Hudebního divadla v Karlíně, Severočeského divadla v Ústí nad Labem a Národního divadla. V letech 2006 až 2007 byl členem operního souboru Národního divadla a vystupoval v titulní roli Mozartovy opery Don Giovanni a v muzikálu The Angels. Mezi role jeho repertoáru kromě Dona Giovanniho patří i Escamillo v Carmen, Figaro ve Figarově svatbě, Silvio v Komediantech, Kalina v Tajemství a jiné.
V roce 1995 vyhrál v konkurzu na titulní roli v českém muzikálu Dracula a stal se muzikálovou hvězdou. V červnu 1997 mu vyšlo první sólové album Daniel Hůlka. V roce 1998 uskutečnil své první koncertní turné s názvem Mise. V roce 1999 hrál svoji první filmovou roli, a to krále Brambase ve filmové pohádce Zdeňka Trošky Z pekla štěstí. V prosinci téhož roku cestoval jako člen delegace, který odevzdal vánoční strom Svatému otci ve Vatikánu, a při téhle příležitosti zpíval na náměstí sv. Petra. Od 13. prosince 2000 začal účinkovat v hlavní roli muzikálu Monte Cristo, který autorsky připravili Karel Svoboda, Zdeněk Borovec a Richard Hes. V roce 2001 absolvoval své první turné po Slovenské republice.

### Mimoumělecké aktivity
V roce 2001 po dvou letech příprav si splnil sen, když s partou přátel absolvoval cestu do Nepálu a Indie, kde prošel Himálaj. Do Tibetu, který původně plánoval navštívit, mu nebylo dáno povolení vstoupit.
I když nemohl kvůli zranění vrcholově sportovat, tak doposud vykonává více druhů sportu, např. vodní sporty, zimní sporty, hokej, létání, kulečník, squash, jízdu na horském kole či na koni.

### Politické aktivity a postoje
Ve volbách do Poslanecké sněmovny PČR v roce 2013 kandidoval v Královéhradeckém kraji jako lídr SPOZ, ale neuspěl.
Patřil k příznivcům Miloše Zemana, podporoval jej v obou prezidentských volbách. V otevřeném dopise ze dne 12. října 2020 však Hůlka tento postoj přehodnotil a se Zemanem ukončil i přátelství. V otevřeném dopise také oznámil, že při příležitosti státního svátku 28. října 2020 vrátí prezidentu republiky státní vyznamenání Za zásluhy, které mu Miloš Zeman v roce 2016 udělil. Jako důvod uvedl, že jej Zeman zklamal jako člověk i jako prezident země a obrátil se proti svému národu zády. Vzhledem ke zpřísněným nařízením vlády v souvislosti s pandemií onemocnění covid-19 se rozhodl, že od vrácení vyznamenání dne 28. října 2020 upustí. Dne 11. listopadu 2020 vyznamenání odeslal do Kanceláře prezidenta republiky, jelikož ho kancelář odmítla osobně převzít.

### Rodinný a soukromý život
V říjnu 2017 se v Las Vegas oženil, s manželkou Barborou Klement Hůlkovou mají dceru.

## Ocenění
- Český slavík 1. místo 1998
- Český slavík 2. místo 1997, 1999, 2000, 2001
- Český slavík 3. místo 2002
- Druhé místo v anketě TÝTÝ 1997, 1998, 1999, 2000
- Anděl (cena Akademie populární hudby) – třetí místo jako zpěvák roku 1998 a 1999, první v roce 1997
- "Zlatý Otto": 1997 zlatý, 1998 stříbrný, 1999 bronzový
- Cena magazínu musical-opereta: Nejoblíbenější herec roku 2015
- Státní vyznamenání Medaile Za zásluhy I. stupně 2016 (vráceno v listopadu 2020 Kanceláři prezidenta republiky)[1]

## Jevištní role

### Opera
- Don Giovanni (Don Giovanni, Wolfgang Amadeus Mozart),
- Escamillo (Carmen, Georges Bizet),
- Figaro (Figarova svatba, Wolfgang Amadeus Mozart),
- Kalina (Tajemství, Bedřich Smetana)
- Sylvio (Komedianti, Ruggero Leoncavallo),
- Vodník (Rusalka, Antonín Dvořák)

### Muzikál
- Dracula (Dracula)
- Javert (Bídníci)
- Jekyll / Hyde (Jekyll & Hyde)
- Edmond Dantes / Hrabě Monte Cristo (Monte Cristo)
- Pán démonů (Mise)
- Mordred (Excalibur)
- Lord Kelso / Žebrák / Sluha / Žid – ředitel divadla (Obraz Doriana Graye)
- Baron Prášil (Baron Prášil)
- Jan Mydlář (Kat Mydlář)
- Král Šalamoun (Sibyla – Královna ze Sáby)
- Aramis (Muž se železnou maskou)
- Kleopatra (Caesar)
- Robinson (Robinson Crusoe)

### Činohra
- Hektór (Troilus a Kressida), Divadlo Na zábradlí, premiéra: 27. listopadu 2006[9]

## Filmografie
- 1999 Z pekla štěstí ... král Brambas
- 2001 Z pekla štěstí 2 ... král Brambas
- 2017 Modrý kód, 239. epizoda – Vada na kráse ... Jakub, instruktor střelby

## Diskografie
- 1997 Daniel Hůlka – Monitor EMI
- 1998 Daniel Hůlka – Platinová edice – Monitor EMI
- 1998 Mise – Monitor EMI
- 1998 Daniel Hůlka – speciál k turné MISE- Monitor EMI
- 1999 Živé Obrazy – Monitor EMI
- 2000 Rozhovor – Monitor EMI
- 2001 Gold – Popron music
- 2001 Bravo, Pane Hrabě – Monitor EMI
- 2002 Ještě Jednu Árii, Pane Hrabě! – Monitor EMI Czech Republic
- 2004 Dílem Já – Sony Music Entertainment

### Kompilace
- 1996 Vánoční hvězdy 1 – Ať láska.
- 1997 Dracula – Jubilejní Reedice – Monitor EMI
- 1997 CZ Superhity 1997 – Ráj/Vím, že jsi se mnou Daniel Hůlka a Iveta Bartošová
- 1998 Vánoční hvězdy 2 – Neptej se, proč jdu Ti sbohem dát – na melodii P. I. Čajkovského.
- 1998 CZ Superhity 1998 – Pán démonů.
- 1999 Poetica – Martin Babjak – Monitor EMI -03.Gabriel
- 1999 CZ Superhity 1999 – Gabriel.
- 1999 Souhvězdí Gott – Goja – 06.Život je bílý dům
- 2000 Slavné české ploužáky – Monitor EMI -02.Rok dvoutisící
- 2002 Z pekla štěstí 2 – GOJA
- 2003 To byl váš hit – 90. léta – Levné knihy – 07. Ráj
- 2003 CZ pop history – Monitor EMI – 09.Ráj – DVD
- 2003 Platinová kolekce – hity – SONY/BMG Music -18. Vím, že jsi se mnou – Daniel Hůlka & Iveta Bartošová
- 2004 CZ NO.1 – EMI – 13. Ráj
- 2005 Jekyll & Hyde – Pulp Fiction s.r.o.
- 2005 Čo bolí to přebolí – Universal Music – 16. Ráj
- 2005 Hit-paráda 90. let- Supraphon – 12.Déšť, vůz a pláč (David's Song) – cd2
- 2007 Nechte zvony znít – Karel Svoboda – Monitor EMI -04. Souznění – Karel Gott, Daniel Hůlka/09. Ten právě příchozí/13.Vím, že jsi se mnou – Leona Machálková, Daniel Hůlka/15. Ó, Monte Cristo – Daniel Hůlka, Karel Černoch
- 2007 40 největších hitů z filmů a TV – Karel Svoboda – Universal Music – 17.Za láskou půjdu na světa kraj
- 2007 38 originálních nahrávek největších hitů – Karel Svoboda – Supraphon – 15. Vím, že jsi se mnou – Leona Machálková, Daniel Hulka – cd2
- 2007 Duety – Monitor EMI – 03.Vím, že jsi se mnou – Leona Machálková a D.Hůlka/14.Rozhovor – Bára Basiková a Daniel Hůlka/16.Štěstěna – Daniel Hůlka a Bohouš Josef
- 2007 Hity o lásce CZ – Monitor EMI – 12.Sníh
- 2021 Zpověď (dvojalbum s knihou): Jiří Žáček, Karel Mařík – Supraphon, CD 1: 04. Sonet o věrném příteli, 10. Sen o smrti, CD 2: 01. Delfíni, 08. Kouzla letní noci